# Georg Dehio
Georg Gottfried Julius Dehio (22. listopadu 1850 Tallinn – 19. března 1932 Tübingen) byl německý historik umění. Ovlivnil dobové vnímání umění a pomohl vytvořit moderní koncepci ochrany památek.
Georg Dehio studoval v Dorpatu a v Göttingenu, kde získal doktorát u Georga Waitze. Poté se soustředil na německé a evropské dějiny umění. V roce 1883 začal vyučovat na Albertově univerzitě v Královci a na tamní umělecké akademii. Jeho syn, historik Ludwig Dehio, se narodil také v Královci v roce 1888. V roce 1892 byl Georg Dehio pozván na Institut dějin umění ve Štrasburku, kde působil jako profesor až do roku 1919.
Dehio kolem roku 1900, podobně jako Alois Riegl, začal kritizovat v 19. století obvyklé metody restaurace starých památek, které znamenaly puristickou přestavbu budovy v duchu původního stavebního stylu. Pranýřoval při tomto přístupu nezbytnou destrukci částí stavby jako restaurátorský vandalismus a razil heslo „Konzervovat, ne restaurovat!“ Dehio tak měl rozhodující vliv na nyní dominantní koncepci ochrany památek, jak je kodifikována v Benátské chartě.
Na Dehiův podnět se Kongres pro ochranu památek konaný v Drážďanech v roce 1900 rozhodl vydávat Příručku německých uměleckých památek (Handbuch der deutschen Kunstdenkmäler) neformálně zvanou Dehio. První svazek byl vydán v září 1905. Od roku 1929 Dehio vychází v nakladatelství Deutsches Kunstverlag. V současnosti a dokonce i v dobách rozdělení Německa vycházejí nové svazky, třebaže ve větších odstupech.
Zároveň však Dehio podporoval znovuvýstavbu ztracených nebo poškozených architektonických památek, jako v případě kostela sv. Michala v Hamburku, jenž vyhořel v roce 1906, a pak byl rekonstruován až do roku 1912.
Ve stáří Georg Dehio reprezentoval silně nacionalistický pohled na dějiny umění. Zemřel v Tübingenu v roce 1932 ve věku 81 let a byl pohřben na místním hřbitově v univerzitní čtvrti.